# 塩谷盛朝
塩谷 盛朝(しおのや もりとも）は、下野国塩谷郡の鎌倉時代の武将。

## 略歴
川崎城主。塩谷泰朝の嫡男で、泰朝の跡を継いで塩谷氏の当主となるが、同時代の事績には、弟の朝基のものは見られるが、盛朝のものはほとんど見られず、弘安6年（1283年）に編纂された沙石集に盛朝の歌が収録されているが、この時、父泰朝の死から5年しか経っておらず、本人も47歳（数え年）であったにもかかわらず、塩谷民部入道を名乗っているため、盛朝は、政務の表舞台から早々と一線を退き、弟などに政治や軍事の実務を任せていたものと考えられている。沙石集には、盛朝の歌が2首載せられているが、その1首目の前置きに「塩谷民部入道ト聞シ歌人也、他力本願ノ心ヲ…」とあり、この説を裏付けている。
徳治2年（1307年）12月9日没。享年71。観性法悦大禅定門。

## 参考資料
- 矢板市史
- 喜連川町史 第二巻 資料編2 古代・中世